# 日産プリンス大分販売
日産プリンス大分販売株式会社（にっさんプリンスおおいたはんばい）は、大分県大分市に本社を置く、日産自動車のレッドステージのディーラー及び、日産レンタカーのフランチャイズ企業である。

## 沿革
- 2003年10月1日 - 旧日産プリンス大分販売が日産サティオ大分と経営統合して日産プリンス大分販売を設立。

## 事業所

### 日産
- レッドスピリット羽屋
  - 大分市羽屋267
- レッドスピリット高城　（閉店）
  - 大分市高城本町4-4
- レッドスピリット新日鐵前
  - 大分市原新町15-17
- 羽屋店
  - 大分市二又町三丁目3番1号
- 宮崎店
  - 大分市大字鴛野868-1
- 高城店
  - 大分市高城本町4-4
- 森町店
  - 大分市大字皆春615
- 西大分店
  - 大分市生石4丁目1-20
- レッドスピリット別府　（閉店）
  - 別府市石垣西10-3-30
- 別府西店
  - 別府市石垣東10丁目3番27号
- 別府東店
  - 別府市石垣東10丁目8-2
- 中津店
  - 中津市中殿町3-32-7
- 日田店
  - 日田市友田1030-1
- 佐伯店
  - 佐伯市上岡1532-10
- 臼杵店
  - 臼杵市戸室790-1
- 杵築店
  - 杵築市猪尾76-27
- 宇佐店
  - 宇佐市石田字津房28-1
- 三重店
  - 豊後大野市三重町赤嶺1044
- 玖珠店
  - 玖珠郡玖珠町大隈249-3

### 日産レンタカー
- 大分空港店
  - 国東市安岐町下原541-68
- 大分駅前店　
  - 大分県大分市要町3-10
- 別府観光港前店
  - 別府市船小路町5-7
- 湯布院店　
  - 由布市大字川上字下川原2898-3
- 中津中央店　
  - 中津市中殿町野崎38-1
- 日田店　
  - 日田市友田1030-1
- 臼杵店　
  - 臼杵市大字戸室790-1
- 杵築店　
  - 杵築市大字猪尾字中島7-6-27
- 宇佐店　
  - 宇佐市大字石田字津房2-9-1
- 羽屋店　
  - 大分市羽屋267

## 大分県内の他の日産車販売店
- 大分日産自動車（ブルーステージ店、旧日産店、旧モーター店、旧チェリー店）